# Onthophagus yaoi
Onthophagus yaoi es una especie de insecto del género Onthophagus, familia Scarabaeidae, orden Coleoptera.
Fue descrita científicamente por Masumoto, Ochi & Lee en 2014.